# ヘルマン・フレイザルソン
ヘルマン・フレイザルソン（Hermann Hreiðarsson, 原音:ヘルマン・フレイザルッソン, 1974年7月11日 - ）は、アイスランド・レイキャヴィーク出身の元同国代表サッカー選手、現サッカー指導者。現役時代のポジションはDFで、主に左サイドバック。

## 経歴

### 初期
地元のÍBヴェストマンナエイヤでキャリアをスタートし、そこで5年過ごした。デビューシーズンは全18試合中3試合に出場し、10クラブ中8位に終わった。その後の2シーズンは全試合に出場し8位と3位に。4シーズン目は1試合を除く17試合に出場、4位となった。所属最終シーズンとなった1997シーズンには、クラブ史上18年振り2度目のリーグ優勝に大きく貢献した。
1997年、プレミアリーグへの昇格が決まったクリスタル・パレスFCのスカウトの目に留まり8月に移籍。移籍初年度にクラブは降格したものの、自身はチームの中で数少ない突出した選手だった。このシーズンは、シェフィールド・ウェンズデイFCとチェルシーFC相手にゴールを決めた。スタンフォード・ブリッジでは、試合開始直後にゴールを挙げた。また、リーグカップのトーキー・ユナイテッドFC戦で1ゴールを決めた。

### ブレントフォード
1998年9月、クリスタル・パレスFCの会長であり監督のロン・ノエイズがブレントフォードFCへ就任することになると、さらに下の実質3部であったが彼の後を追って移籍した。移籍金は75万ポンドだった。
全大会で6ゴールを決めベストイレブンに選ばれるほどの活躍でクラブの3部優勝に貢献し、1999年10月にプレミアリーグのウィンブルドンFCへ250万ポンドで移籍。ウェストハム・ユナイテッドFC相手に1ゴール決めたが、同シーズンにクラブは降格した。

### イプスウィッチ
新たにプレミアリーグへ昇格してきたイプスウィッチ・タウンFCへクラブ記録となる450万ポンドで移籍。チームはプレミアリーグ復帰の最初のシーズンでUEFAカップ圏内の5位でフィニッシュした。
翌シーズンは、リーグ戦でマンチェスター・シティFCとウェストハム・ユナイテッドFC相手にゴールを決め、UEFAカップのヘルシンボリIF戦で1ゴールを挙げた。しかし、シーズンを終え降格となりクラブは緊縮財政を敢行。2002-03シーズンに新たにプレミアリーグへの参戦が決定したウェスト・ブロムウィッチ・アルビオンFCからオファーがあったが、サラリーが減俸となることや再び残留争いに巻き込まれることを忌避し断りを入れた。

### チャールトン
2003年3月、プレミアリーグのチャールトン・アスレティックFCへ移籍した。契約期間は3年半・移籍金80万ポンドで、2003-04シーズンにクラブが降格しなければ更に10万ポンドがプラスされるというものだった。自身はシーズンの残りをプレーする資格がなかったため、プレミアリーグの移籍市場に関係なく移籍することが出来た。
ホームにマンチェスター・シティFCを迎えた移籍後デビュー戦では0-3で敗北と幸先悪いものとなったが、この試合以降は真価を発揮した。5試合の欠場を除き全試合に出場し、4シーズンに渡りレギュラーを務めた。

### ポーツマス
2007年5月25日、クラブが降格すればフリーで移籍出来るという契約条項を行使し、プレミアリーグのポーツマスFCへ2年契約で移籍した。9月29日、ホームにレディングFCを迎えた一戦で移籍後初ゴールを決め7-4で勝利した。次節のフラムFC戦で2ゴール目を決めた。2008年4月20日に行われたシティ・オブ・マンチェスター・スタジアムでのマンチェスター・シティFC戦では、ダリウス・ヴァッセルに対してプロフェッショナルファールを行い退場。リーグ戦最終節は後味が悪いものとなったが、ウェンブリー・スタジアムでのFAカップ決勝ではスタメン出場し、優勝カップを掲げた。
2シーズン目の2009年には、リヴァプールFCとマンチェスター・シティとの2試合でそれぞれ1点ずつヘディングゴールを決めた。3シーズン目は、2009年12月のバーンリーFC戦でシーズン唯一となるゴールを決め2-0で勝利した。
2010年3月27日に、アウェーのトッテナム・ホットスパーFC戦でアキレス腱を痛め数ヶ月の欠場が決定。試合後、トッテナムの監督で前ポーツマスの監督を務めたハリー・レドナップは、"フレイザルソンが負傷した際に音が聞こえ、そのことで試合がギクシャクした"と語った。
シーズンを終えクラブは降格が決定。これによりプレミアリーグ記録となる異なる5クラブでの降格を経験することとなった（1997-98シーズンにクリスタル・パレス、1999-2000シーズンにウィンブルドン、2001-02シーズンにイプスウィッチ、2006-07シーズンにチャールトン、そして当シーズンにポーツマス）。
降格後の去就は不透明であったが、10月8日にクラブと新たに1年契約を結んだ。スティーヴ・コッテリル監督は、ローンで獲得したカール・ディッキンソンを優先したため、2010-11シーズンの殆どをベンチで過ごしたが、後半戦になると監督のファーストチョイスになり、2011年2月19日のバーンズリーFC戦でリーグ戦出場500試合を達成した。7月8日に契約を1年延長した。

### コヴェントリー
長期間の怪我から復帰後も限られた時間しか出場出来ずにいたが、2012年1月14日に同じ2部のコヴェントリー・シティFCへ6ヶ月の契約で加入した。2011-12シーズン終了に伴い契約も終了したため放出された。同シーズンに自身が所属したコヴェントリーとポーツマスは共に降格した。

### ポーツマスでトライアル
2012年9月4日にポーツマスで無給でプレーしているという噂が出回り、9月5日に地元紙の"The News"で噂が確認された。オンラインの記事でマイケル・アップルトン監督はその噂を認めた。次の日曜日に行われるフットボールリーグ1のクローリー・タウンFC戦でプレーする予定であったが、出場することなく母国へ復帰した。

### 母国復帰後
2013シーズンよりÍBVの選手兼任監督に就任することが発表された。2014年5月15日、IFフィルキルと3年契約を交わしたが、翌月に退団した。2015年7月から翌年10月まで、フィルキルの指揮官を務めた。

## 代表
1996年6月のキプロス代表との親善試合でアレクサンダー・ホグナソンと交代で出場し、代表デビューをした。以来代表に定着し89キャップを記録。主将を務めた経験を持つ。

## エピソード
イングランドへ移籍してから、所属した全プレミアリーグのチーム（1998年のクリスタル・パレス、2000年のウィンブルドン、2002年のイプスウィッチ、2007年にチャールトン、2010年にポーツマス）で降格を経験している。さらに2012年には当時2部に所属していたコヴェントリーでも3部降格を経験している。

## プライベート
フレイザルソンは、同じアイスランド人でアイスランド女子代表でもプレーしたラグナ・ロア・ステファンズドッティルと結婚。TelmaとÝdaの2人の娘とラグナ・ロアの連れ子のStefánとElsaがいる。彼らは、イングランドのドーセットで暮らしている。

## 所属クラブ
- ÍBヴェストマンナエイヤ 1993-1997
- クリスタル・パレスFC 1997-1998
- ブレントフォードFC 1998-1999
- ウィンブルドンFC 1999-2000
- イプスウィッチ・タウンFC 2000-2003
- チャールトン・アスレティックFC 2003-2007
- ポーツマスFC 2007-2012
- コヴェントリー・シティFC 2012
- ÍBヴェストマンナエイヤ 2013.3-2014.5
- IFフィルキル 2014.5-6

## 指導歴
- ÍBヴェストマンナエイヤ 2013.1-10（選手兼任監督）
- IFフィルキル 2015.7-2016.10

## タイトル

### クラブ
ÍBV
- ウルヴァルステイルト : 1997

ブレントフォード
- フットボールリーグ・ディヴィジョン3 : 1998-99

ポーツマス
- FAカップ : 2008

### 個人
- PFA年間ベストイレブン (ディヴィジョン3) : 1998-99